# Cessna 305
O Cessna 305 "Bird Dog" é uma aeronave monomotora estadunidense de asa alta para ligação projetada para observação, controle aéreo de tiro e controle aéreo avançado pela Cessna Aircraft Company. Recebeu as designações militares: L-19 e O-1 Bird Dog. Com capacidade para dois tripulantes, voou pela primeira vez em 1949. Foi empregado na Guerra da Coreia e na Guerra do Vietnã.
Foi a primeira aeronave a ser usada pelo Exército norte-americano após a criação da Força Aérea Americana. Foram fabricadas 3.431 unidades que operaram em diversos países do mundo. Na Força Aérea Brasileira, foi utilizado entre 1957 e 1980.

## Operadores
Austrália
 Áustria
 Brasil
 Canadá
 Chile
 França
 Indonésia
 Itália
 Japão
 Malta
 Noruega
 Paquistão
 Filipinas
 Coreia do Sul
 Espanha
 Tailândia
 Estados Unidos
 Vietname (aeronaves do Vietnã do Sul capturadas)